# Erich Ott (Soziologe)
Erich Ott (* 1945) ist ein deutscher Soziologe und ehemaliger Hochschullehrer.

## Leben
Ott absolvierte zunächst eine Lehre zum Industriekaufmann und war in diesem Beruf tätig. Danach folgte ein Studium der Betriebswirtschaft in Köln, das er 1971 mit dem Diplom abschloss. Im Anschluss studierte Ott Soziologie, Politikwissenschaft sowie Sozial- und Wirtschaftsgeschichte in Marburg. 1976 erhielt er dort das Diplom und wurde 1978 mit einer Dissertation über die Wirtschaftspolitik der SPD promoviert. Im Anschluss war er in Marburg als Lehrbeauftragter am Fachbereich Gesellschaftswissenschaften tätig. Nach weiteren wissenschaftlichen Tätigkeiten u. a. an der Universität Bielefeld, am sozialwissenschaftlichen Forschungsinstitut in Kiel und an der Fachhochschule Kiel erhielt er 1985 die Professur für Soziologie/Sozialwissenschaften an der Hochschule Fulda. Im Jahr 2010 wurde er dort emeritiert. 

## Schriften (Auswahl)
- Die Wirtschaftskonzeption der SPD nach 1945 (Zugl.: Marburg, Univ., Diss. 1978), Verlag Arbeiterbewegung und Gesellschaftswissenschaften, Marburg 1978, ISBN 978-3-921630-11-2.
- Neue Technologien in Klein- und Mittelbetrieben. Anwendungsprobleme aus der Sicht der Interessenvertretung der Arbeitnehmer, Verein zur Förderung des Instituts zur Erforschung Sozialer Chancen (Berufsforschungsinstitut), Köln 1985.
- Die Pendlergesellschaft. Zur Problematik der fortschreitenden Trennung von Wohn- und Arbeitsort, Bund-Verlag, Köln 1992, ISBN 978-3-7663-2407-8.
- Kleine Bibliographie zum UNESCO-Biosphärenreservat Rhön. Regionalentwicklung, Kulturlandschaft, Natur- und Lebensraum, 4., erw. und erg. Aufl., Fulda 2002.